# Raión de Velyka Myjailivka
El Raión de Velyka Myjailivka (ucraniano: Великомихайлівський район) es un distrito del óblast de Odesa en el sur de Ucrania. Su centro administrativo es la ciudad de Velyka Mykhailivka.

## Localidades
- Tsebrykove
- Komarivka

- Velyka Myjailivka